# 王揚濱
王揚濱（1882年—?年），字筱侯，湖北省武昌府江夏縣人，清朝政治人物、同進士出身。

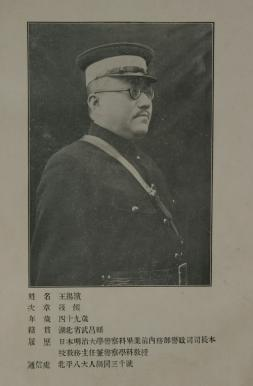

## 生平
- 光緒二十九年（1903年），参加光緒癸卯科殿試，登進士三甲第10名。同年閏五月，以主事分部学习[1]。
- 兵部、民政部主事。
- 東渡日本考進了明治大學學習法律，在明治大學畢業後又學習了警政[2]。
- 宣統三年,內城巡警總廳行政處僉事。
- 民國元年8月24日，任內務部僉事[3]。
- 民國2年12月24日，照舊供職內務部僉事[4]。
- 民國2年12月24日，派任內務部統計科辦事[4]。
- 民國3年4月25日，派任第二期知事試驗襄校委員[5]。
- 民國3年8月3日，派任內務部普通文官甄別委員[6]。
- 民國4年4月19日，派任第四期知事試驗襄校委員[7]。
- 民國4年7月17日，授中大夫[8]。
- 民國5年9月8日，照常供職內務部僉事[9]。
- 民國5年9月9日，署內務部警政司司長[9]。
- 民國5年10月29日，任內務部司長[10]。
- 民國7年7月30日，派任內務部普通懲戒委員會委員[11]。
- 民國7年9月28日，指派內務部警官高等學校入學試驗試驗委員兼委員長[12]。
- 民國7年10月22日，免內務部警官高等學校試驗委員兼委員長[13]。
- 民國7年11月13日，派任籌備協約國戰勝慶賀事宜[14]。
- 民國10年2月17日，兼內務部籌備地方行政會議事宜[15]。
- 民國10年9月23日，出差免內務部警政司司長[16]。
- 民國10年9月26日，派任赴美參與太平洋會議中國代表團專門委員會專門委員[16]。
- 民國11年4月11日，充魯案善後內務委員會委員[17]。
- 民國11年6月19日，派任辦理結束市政公所事宜[18]。
- 民國11年7月10日，充魯案善後內務委員會警政股主任[19]。
- 民國11年10月8日，免內務部警政司司長[20]。
- 民國11年10月18日，免內務部司長[21]。
- 民國16年7月26日，派任內政部參事[22]。
- 民國16年8月9日，派任內務部秘書處辦事[23]。
- 民國17年3月20日，派任內務部中央衛生會委員[24]。
- 民國25年8月5日，任內政部警官高等學校教務長[25]、代理校長。
- 民國26年4月19日，任中央警官學校教務處長[26]。

## 著作
- 王揚濱，胡存忠編.《局外中立條規釋例》.文益印書局,1914.分總論、各論、各國先例、附錄四部分。介紹有關國際法的中立條規及成例。附：陸戰時中立國及其人民之權利義務條約。
- 《朝鮮調查記》，王揚濱, 萬葆元等撰
- 《中國司法警察概況講義》【收藏單位】：鄂圖 王揚濱等編
- 《警察法規》(上下卷)【收藏單位】：渝檔館 王揚濱編